# Charles Lota
Charles Lota (ur. 17 listopada 1978) – piłkarz zambijski grający na pozycji pomocnika. W latach 1995–2002 grał w reprezentacji Zambii. Jest bratem Dennisa Loty, także byłego reprezentanta kraju.

## Kariera klubowa
Karierę piłkarską Lota rozpoczął w klubie Konkola Blades z miasta Chililabombwe. W 1997 roku zadebiutował w jego barwach w zambijskiej Premier League. Grał w nim do 2000 roku. Następnie przeszedł do zespołu Kabwe Warriors. Grał w nim w latach 2001-2002. W 2002 roku zdobył z nim Challenge Cup. Z kolei w latach 2003-2004 grał w Red Arrows FC. W 2004 roku wywalczył z nim mistrzostwo Zambii.

## Kariera reprezentacyjna
W reprezentacji Zambii Lota zadebiutował w 1997 roku. W 2002 roku został powołany do kadry na Puchar Narodów Afryki 2002. Na nim wystąpił w 3 spotkaniach: z Tunezją (0:0), z Senegalem (0:1) i z Egiptem (1:2). W kadrze narodowej grał do 2002 roku.